# Sosúa
Sosúa es un municipio de la República Dominicana, que está situado en la Provincia de Puerto Plata.

## Geografía
El municipio de Sosúa se encuentra a 25 km al este de la ciudad de San Felipe, capital de la provincia de Puerto Plata, dentro de su territorio se encuentra el Aeropuerto Internacional Gregorio Luperón o aeropuerto Puerto Plata al pertecer a la provincia. 

## Límites
Municipios limítrofes:
|                         | Norte: Océano Atlántico                  |                        |
| Oeste: Villa Montellano |                                          | Este: Gaspar Hernández |
|                         | Sur: Puerto Plata, Moca y Jamao Al Norte |                        |

## Distritos municipales
Está formado por los distritos municipales de:
| Nombre             | Código   |
| ------------------ | -------- |
| Sosúa              | 01180701 |
| Cabarete           | 01180702 |
| Sabaneta de Yásica | 01180703 |

## Historia
Sosúa debe su nombre al río Sosúa que atraviesa esta región. A principios del siglo XX, la United Fruit Company estableció una plantación de banano en la tierra escasamente poblada que rodea Sosúa.  La plantación de la United Fruit Company tenía más de 1.5 millones de bananos y en el año 1900 se exportaron 230,000 racimos a Estados Unidos. Un sistema ferroviario privado para transportar bananas desde las plantaciones hasta la playa de Sosúa contribuyó al desarrollo de la industria bananera y a la colonización de la región. Mucha gente se mudó a esta región para trabajar en las plantaciones  y la región floreció. Se disponía de varias casas y edificios más grandes, electricidad y agua corriente. La exportación de banano creció inicialmente, alcanzando los 640,000 racimos en 1907.  Varios años de mal tiempo y condiciones inadecuadas del suelo y el agua hicieron que las exportaciones cayeran a 400.000 racimos en 1911. United Fruit cerró posteriormente las operaciones bananeras de Sosúa en 1916. La United Fruit Company dejó unas 20 casas y varios barrancones al igual que instalaciones de un pequeño hotel. En 1938, Rafael Leonidas Trujillo, el dictador dominicano, compró toda la propiedad para dar cabida a los judíos que pudieron salir de Europa los cuales el aceptó acoger en la Conferencia de Evian.
Los primeros colonos judíos llegaron en el 1940. Unos 3000 judíos se establecieron en Sosúa. Después de varios intentos fallidos de sembrar diferentes productos agrícolas, los colonos judíos introdujeron la industria láctea y cárnica que aún hoy es un importante motor económico en la ciudad. Sosua floreció en esa época, ya que se construyeron muchas casas que fueron habitadas por los colonos judíos. Una vez la guerra terminó, muchos decidieron salir de Sosúa y se fueron a diferentes países quedando unas 75 familias. En el Sosúa Virtual Museum(www.sosuamuseum.org) puede encontrar más información sobre este tema.
Ya a finales del siglo XIX ingresaron a Sosúa algunas familias procedente de Cuba y Puerto Rico, entre ellas la pareja de esposos Ricardo Hernández Rojas y María Noa, quienes llegaron de Baracoa, provincia de Oriente (hoy Guantánamo) en Cuba, llegaron en una góndola en compañía de sus hijos, radicándose en un paraje de la época llamado Puerto Grande, allí nació el más pequeño de sus hijos el 2 de julio de 1903, al cual le dieron el nombre de Aquiles Marcelino, fue un destacado oficial militar y policial, y fue el padre del Mayor General, E. N. Iván Aquiles Hernández Oleaga quien llegó a ocupar la Comandancia del Ejército Nacional desde 07-09-1993 hasta 13-05-1996 y Jefe de las Fuerzas Armadas (hoy Ministerio de Defensa) desde el 14-05-1996 AL 16-08-1996. Luego, en el primer lustro del siglo XX parte de la familia se trasladó a San Francisco de Macorís en la comunidad rural de Los Algodones.

## Cultura
La idiosincrasia económica y social no ha permitido el desarrollo de una escena cultural. Destaca el trabajo de decenas de pintores que venden sus obras, en estilo naïf caribeño, a los turistas. 
Desde el año 1940 y mucho antes la República Dominicana ha sido un refugio para los judíos ya que si estudiamos a Gregorio Luperón, también en su gobierno se le dio entrada al país a unos comerciante e intelectuales europeos, todos de procedencia judía.
En la época de Trujillo se aceptó y se dio visas para 100 000 judíos, de los cuales sólo llegaron menos de 1000 y muchos, al ver las condiciones del país, emigraron a EE. UU. en busca de un mejor futuro para sus familiares; otros, apegados al calor que brinda la isla, se quedaron en este pueblo.

## Festividades
En la comunidad judía de Sosúa se mantienen las costumbres y tradiciones judías en las festividades, pero a pesar de su historia la comunidad ha ido disminuyendo poco a poco, actualmente hay un oficiante en la sinagoga quien conduce los Shabbat mensualmente, por lo que se puede hacer Shabbat (שבת) una vez al mes. El 13 de junio la Iglesia católica en Sosúa celebra en el barrio San Antonio la fiesta patronales a uno de los santos más conocidos y venerados en el mundo, San Antonio de Padua, aunque es una fiesta de la parróquia de su mismo nombre, con el paso de los años se ha convertido en una fiesta municipal. 

## Turismo
Los lugares más destacados de este municipio son: Los Charamicos y El Batey, este último se distingue por ser donde se encuentran la mayor parte de hoteles y comercios. El nombre de El Batey se debe a que existía en el 1918 en adelante un "batey" de la United Fruit company. En los campos del municipio se sembraban bananas y se exportaban mediante el uso del puerto que fue construido en la Playa de Sosúa para embarcaciones pequeñas.
El municipio desde la década de los ochenta ha sido un destino turístico de los más importantes del país, siendo anteriormente un tranquilo pueblo de judíos que se dedicaban a la ganadería y la producción de productos lácteos al igual que derivados de la carne. El municipio hoy se ha convertido en uno de los enclaves turísticos más importantes de la costa norte de República Dominicana. 